# Ambassis buruensis
Ambassis buruensis és una espècie de peix pertanyent a la família dels ambàssids.

## Descripció
- Fa 8,2 cm de llargària màxima.
- 7-8 espines i 9-10 radis tous a l'aleta dorsal.
- 3 espines i 8-9 radis tous a l'aleta anal.[6][7]

## Alimentació
Hom creu que es nodreix de petits insectes, crustacis i d'altres invertebrats.

## Hàbitat
És un peix d'aigua dolça i salabrosa, demersal i de clima tropical (22 °C-30 °C; 19°N-11°S).

## Distribució geogràfica
Es troba al Pacífic occidental: des de Tailàndia fins a Indonèsia, les illes Filipines, Nova Guinea i les illes Ryukyu.

## Ús comercial
És absent dels mercats locals.

## Observacions
És inofensiu per als humans.